# AP-Stelle
Eine AP-Stelle ist eine Stelle in der DNA, die weder Purine noch Pyrimidine enthält, meist wegen eines DNA-Schadens oder einer DNA-Glykosylase. Die Abkürzung AP steht für apurinic bzw. apyrimidinic site.
Falls eine AP-Stelle unrepariert bleibt, kann sie zu einer Mutation während der Replikation der DNA führen, da dabei eine zufällige Base im Gegenstrang einfügt wird. Von vielen Polymerasen wird bevorzugt Adenin eingebaut (A-rule).
AP-Stellen werden häufig von AP-Endonukleasen repariert. Diese entfernen einzelne oder einige Nukleotide auf der 5'-Seite von der AP-Stelle und fügen neue Nukleotide mit Hilfe des unbeschädigten Gegenstranges als Matrize ein. Wenn nur ein Nukleotid zu reparieren ist, wird ein sogenannter „kurzkettige Reparatur“ (engl. „short patch repair“) Mechanismus angewandt, wobei unter anderem die DNA-Ligase II zum Einsatz kommt. Wenn mehr als ein Nukleotid ersetzt werden muss, dann wird ein sogenannter „langkettige Reparatur“ (engl. „long patch“) Mechanismus eingesetzt, wobei hier die DNA Ligase I, zusammen mit einigen anderen Faktoren die Lücke wieder auffüllt.